# Roman Kantor
Roman Józef Kantor (ur. 20 marca 1912 w Łodzi, zm. w 1943 lub 1944) – polski szermierz pochodzenia żydowskiego, olimpijczyk z Berlina z 1936; ofiara Holocaustu.

## Życiorys
Reprezentował barwy WKS Łódź (Wojskowego Klubu Sportowego DOK IV Łódź) oraz ŁKS Łódź. Był wicemistrzem Polski w szpadzie (1939). Na Igrzyskach Olimpijskich w 1936 w turnieju indywidualnym odpadł w grupie półfinałowej, a w turnieju drużynowym zajął miejsca 5–8. Powołany do kadry narodowej na Igrzyska w Helsinkach, które miały się odbyć w 1940 roku.
Uczestnik kampanii wrześniowej, po zakończeniu której schronił się we Lwowie. Podczas okupacji sowieckiej reprezentował klub Spartak. W 1940 został wicemistrzem Związku Radzieckiego w szpadzie. Po wybuchu wojny sowiecko-niemieckiej w czerwcu 1941 znalazł się na obszarze okupacji niemieckiej. Starał się nielegalnie zdobyć paszport i obywatelstwo jednego z państw Ameryki Południowej i wyjechać ze Lwowa. Przy tych działaniach padł ofiarą prowokacji tamtejszego Gestapo. Aresztowanych w tej sprawie wywieziono do obozu koncentracyjnego na Majdanku w Lublinie (nr obozowy 4438). Pracował tam w obozowych filiach przedsiębiorstwa „Ostindustrie”. Miejsce i data śmierci nieznane. Być może w obozie, który został wyzwolony 23 lipca 1944 roku.